# 凤凰大视野
《凤凰大视野》是凤凰卫视推出的一档在晚间播出的纪实类历史文化精品栏目，自身定位为“关注大时代、大历史、大题材，以恢宏的视野、高广的角度，总览人文万象，纵观大千世界，再现战争风云”。其播出的纪录片大多为独家自制的纪录片，也有少量的外购的纪录片。
本节目开播以来都由潍柴动力独家冠名，但在不同时期，有不同联合赞助商。2005年联合金圣文化，2009年联合神威药业，2011年联合海天酱油和东风标致。2012年8月后期由泸州老窖特曲赞助播出。

## 历史与发展
- 2003年12月29日，《凤凰大视野》在凤凰卫视中文台启播，片头及包装为4:3模式画面，片头的中文名称为潍柴动力 鳳凰大視野。
- 该栏目最初主要在凤凰卫视中文台于每周一至周五的20点档播出。但自2011年3月28日起，因凤凰卫视香港台的开播，该栏目的精编粤语版本开始在凤凰卫视香港台播出。此后，凤凰卫视为扩大该栏目的海内外影响力，对该栏目推出精编常规版本，并开始在凤凰卫视美洲台、凤凰卫视欧洲台、凤凰卫视澳洲版对外播出。
- 2012年12月31日，《凤凰大视野》首次改版，片头及包装予以了微调。其中在凤凰卫视内部的高清测试版的《凤凰大视野》为16:9模式画面的片头及包装，标清版的《凤凰大视野》则为切边播出。
- 2013年11月17日，《凤凰大视野》正式实现高标清同播，片头及包装均为16:9模式画面。
- 2018年1月1日，《凤凰大视野》再次改版，以全新片头及包装进行播出，片头及包装仍为16:9模式画面。

## 播出时间
该栏目除了在凤凰卫视中文台播出的是最新内容的以外，在凤凰卫视香港台、凤凰卫视美洲台、凤凰卫视欧洲台、凤凰卫视澳洲版四个频道所播出的内容均相对较旧。
- 凤凰卫视中文台

首播：周一至周五20:00（北京时间）
重播：周二至周六01:30（北京时间）、09:30（北京时间），周二至周六14:30（北京时间）
- 凤凰卫视香港台

「2017年前已通过凤凰卫视中文台播出过的内容以粤语形式配音播出」
首播：周一至周五22:00（香港时间）
重播：周二至周六02:30、06:30、16:00（香港时间）
- 凤凰卫视美洲台

首播：周一至周五07:00（美国西岸时间）/11:00（美国东岸时间）
重播：周一至周五14:25（美国西岸时间）/18:25（美国东岸时间），周二至周六01:30（美国西岸时间）/05:30（美国东岸时间）
- 凤凰卫视欧洲台

首播：周一至周五15:00（UTC 0）
重播：周一至周五23:00（UTC 0）
- 凤凰卫视澳洲版

首播：周二至周六00:00（堪培拉时间）
重播：周二至周六08:00（堪培拉时间）

## 解说阵容

### 现任主持
- 不设主持

### 曾任主持
- 吴小莉（女）（代理）
- 傅曉田（女）（代理）
- 许戈辉（女）
- 闾丘露薇（女）（已离开凤凰卫视）
- 曾子墨（女）（已离开凤凰卫视）
- 陈晓楠（女）（已离开凤凰卫视）
- 吕宁思（男）
- 窦文涛（男）
- 赵少康（男）（已离开凤凰卫视）
- 姜楠（女）

### 其他主持
- 郭冠英（男）（仅在纪录片《世纪行过》系列中出现过）

### 配音
- 何亮亮（男）
- 安东（男）
- 胡一虎（男）
- 黄海波（男）
- 郑浩（男）
- 张妙阳（男）